# Lockheed A-12
El Lockheed A-12 fue un avión de reconocimiento construido para la CIA por Lockheed a través de sus Skunk Works. Su diseño monoplaza, que voló por primera vez en 1962, fue un precursor del interceptor YF-12 de la USAF y del avión de reconocimiento SR-71 Blackbird.
El A-12 fue el duodécimo diseño de Lockheed para un sucesor del U-2. Dentro de Lockheed, los diseños recibieron el nombre de «Archangel», mientras que el U-2 era conocido como «Angel». En 1959, la CIA seleccionó el A-12 de Lockheed sobre una propuesta de Convair denominada Convair Kingfish . El diseño posterior y la producción del A-12 se realizó bajo el sobrenombre de OXCART. El 29 de febrero de 1964 en Estados Unidos, el presidente Lyndon Johnson anuncia que se ha desarrollado un avión (el  Lockheed A-12), capaz de volar a más de 3200 km/h a más de 20 km de altura.

## Desarrollo
El 26 de enero de 1960, la CIA realizó un pedido de doce aviones A-12. El primer A-12 voló en 1962. Los primeros cinco A-12 estaban equipados con motores J75, ya que los motores J58, más potentes, no estaban disponibles debido a problemas en su desarrollo. Los aviones con los motores J75 sólo eran capaces de alcanzar velocidades cercanas a Mach 2. A comienzos de 1963, los motores J75 fueron reemplazados por los J58, con la excepción del avión de entrenamiento "Titanium Goose" que mantuvo sus motores J75 durante toda su carrera. Con los nuevos motores Pratt & Whitney J58 los aviones podían alcanzar velocidades de Mach 3,2.
Se fabricaron un total de 18 aviones. De ellos, 13 eran A-12, tres fueron interceptores YF-12A para la Fuerza Aérea de los Estados Unidos y dos para la versión M-21. Uno de los A-12 era un entrenador con un segundo asiento en una posición más elevada. Cinco A-12, dos de los YF-12 y un M-21 fueron destruidos en accidentes y pruebas de vuelo.
En 1960, la Fuerza Aérea llegó a un acuerdo para invertir en la conversión de tres lotes de producción de A-12 en interceptores biplaza YF-12 capaces de alcanzar Mach 3. El programa, aunque fue exitoso, nunca entró en producción, y el YF-12 fue rediseñado de nuevo hacia el famoso SR-71 Blackbird. Aunque muy similar al A-12 original, el SR-71 era 1,5 metros más largo, tenía una carga útil de sensores más pesada y un segundo tripulante que manejaba el equipo de reconocimiento y las cámaras.
Una variante fue el M-21, configurado como plataforma para el lanzamiento del Lockheed D-21, un avión no tripulado de reconocimiento de Mach 3 que empezó a desarrollarse en octubre de 1962. Originalmente conocido por Lockheed por la designación Q-12, fue diseñado para ser lanzado desde la parte posterior del M-21 para misiones de largo alcance o demasiado peligrosas para un vehículo tripulado. Sin embargo, el programa fue cancelado cuando el segundo modelo se estrelló, muriendo un miembro de Lockheed.
Los A-12 fueron desplegados operacionalmente por la CIA en la Operación Black Shield en Okinawa (Japón), en 1967 durante la Guerra de Vietnam y la crisis del Pueblo. Tres A-12 realizaron 29 misiones de reconocimiento sobre Vietnam del Norte (y posteriormente sobre Corea del Norte) entre el 31 de mayo de 1967 y 8 de mayo de 1968, siendo retirados posteriormente del servicio activo y reemplazados por el SR-71. Poco después del fin de sus operaciones, un A-12 de Okinawa se perdió en el Océano Pacífico y su piloto desapareció realizando un vuelo de pruebas tras un cambio de motor.
Durante su despliegue en Okinawa, los A-12 (y más tarde los SR-71) y por extensión sus pilotos, recibieron el sobrenombre de Habu por parte de los locales debido a su parecido con una serpiente nativa. Tras su retiro, los restantes A-12 fueron enviados de vuelta a Palmdale (California) y guardados durante varias décadas antes ser exhibidos en museos de los Estados Unidos.

## Especificaciones técnicas

### Características generales
- Tripulación: 1
- Longitud: 31,3 m (102,6 ft)
- Envergadura: 17 m (55,7 ft)
- Altura: 5,6 m (18,5 ft)
- Superficie alar: 170 m² (1829,9 ft²)
- Peso vacío: 30 600 kg (67 442,4 lb)
- Peso cargado: 53 000 kg (116 812 lb)
- Peso útil: 1100 kg (2424,4 lb) en sensores de reconocimiento
- Planta motriz: 2× Turborreactor Pratt & Whitney J58-1.
  - Empuje normal: 133,5 kN (13 613 kgf; 30 012 lbf) de empuje cada uno.

### Rendimiento
- Velocidad nunca excedida (Vne): 3500 km/h (2175 MPH; 1890 kt) (Mach 3,35)
- Alcance: 4000 km (2160 nmi; 2485 mi)
- Radio de acción: km
- Alcance en combate: km
- Alcance en ferry: km
- Techo de vuelo: 29 000 m (95 144 ft)
- Régimen de ascenso: 60 m/s (11 811 ft/min)
- Carga alar: 320 kg/m² (65,5 lb/ft²)

## Cultura popular
- El A-12 aparece en la primera misión del segundo acto de Metal Gear Solid 3: Snake Eater transportando al protagonista Big Boss cuando un par de MiG-21 persiguen al avión
- El A-12 expuesto actualmente en el portaaviones-museo Intrepid, aparece en la película Soy Leyenda. Will Smith juega al golf encima del ala.
- El A-12 forma parte del nombre del hijo de Elon Musk y Claire Boucher, llamada X Æ A-12. En honor al precursor del SR-71 Blackbird, este último siendo la aeronave favorita de la pareja.[1]